# Grúzia az olimpiai játékokon

1994–2002

Grúzia először az 1994-es téli olimpiai játékokon vett részt, azóta valamennyi olimpián képviseltette magát az ország. Ezt megelőzően 1952 és 1988 között a grúz sportolók a szovjet csapatban szerepeltek, illetve az 1992-es nyári játékokon az Egyesített Csapat részét képezték.
A grúz sportolók eddig 40 érmet szereztek, legeredményesebb sportágaik a birkózás és a cselgáncs.
A Grúz Nemzeti Olimpiai Bizottság 1989-ben alakult meg, a NOB 1993-ban vette fel tagjai közé, a bizottság jelenlegi elnöke Emzar Zenaishvili.

## Éremtáblázatok

### Érmek a nyári olimpiai játékokon
| Olimpia              | Arany                         | Ezüst                         | Bronz                         | Összesen                      |
| 1952–1988            | A Szovjetunió részeként       | A Szovjetunió részeként       | A Szovjetunió részeként       | A Szovjetunió részeként       |
| 1992, Barcelona      | A Egyesített Csapat részeként | A Egyesített Csapat részeként | A Egyesített Csapat részeként | A Egyesített Csapat részeként |
| 1996, Atlanta        | 0                             | 0                             | 2                             | 2                             |
| 2000, Sydney         | 0                             | 0                             | 6                             | 6                             |
| 2004, Athén          | 2                             | 2                             | 0                             | 4                             |
| 2008, Peking         | 3                             | 2                             | 2                             | 7                             |
| 2012, London         | 1                             | 2                             | 3                             | 6                             |
| 2016, Rio de Janeiro | 2                             | 1                             | 4                             | 7                             |
| 2020, Tokió          | 2                             | 5                             | 1                             | 8                             |
| Összesen             | 10                            | 12                            | 18                            | 40                            |

## Érmek sportáganként

### Érmek a nyári olimpiai játékokon sportáganként
| Grúzia érmei a nyári olimpiai játékokon sportáganként | Grúzia érmei a nyári olimpiai játékokon sportáganként | Grúzia érmei a nyári olimpiai játékokon sportáganként | Grúzia érmei a nyári olimpiai játékokon sportáganként | Az olimpiai zászlaja |

| Sportág       | Arany | Ezüst | Bronz | Összesen |
| ------------- | ----- | ----- | ----- | -------- |
| Cselgáncs     | 4     | 5     | 3     | 12       |
| Birkózás      | 3     | 6     | 10    | 19       |
| Súlyemelés    | 3     | 1     | 3     | 7        |
| Ökölvívás     | 0     | 0     | 1     | 1        |
| Sportlövészet | 0     | 0     | 1     | 1        |
| Összesen      | 10    | 12    | 18    | 40       |